# NABU-Stiftung Nationales Naturerbe
Die NABU-Stiftung Nationales Naturerbe ist eine selbstständige, rechtsfähige Stiftung mit Sitz in Berlin, die 2002 durch den Naturschutzbund Deutschland (NABU) gegründet wurde. Zweck der NABU-Stiftung ist der dauerhafte Schutz von Naturschutzflächen in Deutschland. Sie ist Mitglied der Initiative Transparente Zivilgesellschaft und wirkt als aktives Mitglied im Netzwerk Nationales Naturerbe mit.

## Ziele
- Förderung des Naturschutzes und der Landschaftspflege im Sinne des Bundesnaturschutzgesetzes
- Erhalten, Schaffen und Verbessern von Lebensgrundlagen einer artenreichen Tier- und Pflanzenwelt
- Durchführung von Artenschutzmaßnahmen für gefährdete Arten

Die NABU-Stiftung verfolgt ausschließlich gemeinnützige Zwecke und ist vom Finanzamt als gemeinnützige Stiftung anerkannt.

## Stiftungsarbeit und Projekte
Die NABU-Stiftung erwirbt überregional bedeutsame Naturschutzflächen in Deutschland, um diese für gefährdete Tier- und Pflanzenarten zu erhalten. Zu diesem Zweck kümmert sie sich um die fachgerechte Betreuung, Verwaltung und Pflege von Naturschutzgrundstücken. Neben dem direkten Erwerb von Flächen werden an die NABU-Stiftung auch Flächen aus dem Bundeseigentum im Rahmen des Nationalen Naturerbes unentgeltlich übertragen, zum Beispiel im Stechlinsee-Gebiet oder die ehemaligen Truppenübungsplätze Langenhard und Hirschacker und Dossenwald in Baden-Württemberg.
Laut Jahresbericht 2024 der Stiftung befinden sich 25.407 Hektar in rund 390 Schutzgebieten in ihrem Besitz, vor allem in den ostdeutschen Bundesländern sowie in Niedersachsen, Baden-Württemberg und dem Saarland. Große Stiftungsgebiete sind beispielsweise die 2.200 Hektar des Naturparadieses Grünhaus in einem ehemaligen Braunkohletagebau im Süden Brandenburgs, die zur Wildnis werden; weitere bedeutsame Stiftungsgebiete sind das 800 Hektar große „Naturparadies Wittwesee“ im Naturschutzgebiet Stechlin in Nordbrandenburg, das 470 Hektar große Schutzgebiet am Salziger See in Sachsen-Anhalt oder die 140 Hektar großen Liebenauer Gruben bei Nienburg in Niedersachsen. Anfang Oktober 2016 wurden der NABU-Stiftung 111 Hektar im Naturschutzgebiet Spreiberg, dem ehemaligen Standorttruppenübungsplatz Spreiberg bei Arnsberg-Müschede im Sauerland (NRW), übertragen. Dabei ist die der Stiftung übertragende Fläche noch 23 Hektar größer als das ausgewiesene NSG. Im September 2017 wurden der Stiftung in Rheinland-Pfalz weitere Flächen ehemaliger militärischer Übungsplätzen übertragen: 235 Hektar des Standortübungsplatzes Koblenz-Schmidtenhöhe, 153 Hektar bei Westerburg und 138 Hektar bei Saarburg. Ende 2018 erwarb die Stiftung den Anklamer Stadtbruch, eines der wenigen echten Wildnisgebiete in Deutschland. Der Anklamer Stadtbruch ist im Nordosten von Mecklenburg-Vorpommern gelegen, hat eine Fläche von circa 1500 Hektar und ist Heimat zahlreicher seltener Arten wie Seeadler, Fischotter und Moorfrosch. Im Jahr 2019 erwarb die Stiftung unter anderem die Westerwälder Seenplatte, 233 Hektar groß, mit sieben ehemaligen Fischteichen, „heute eine Heimat für Vogelarten mit den unterschiedlichsten Lebensraumansprüchen und ein europaweit bedeutsames Rastgebiet während des Vogelzugs“. 2020 und 2023 erwarb die NABU-Stiftung die Nutzungsrechte für 224,5 Hektar Privatwald bei Laubach und 176 Hektar im Stadtwald Hungen, mit denen die Waldwildnis Laubacher Wald im hessischen Bergland auf über 1.200 Hektar erweitert. Das Waldgebiet ist Teil des Europäischen Vogelschutzgebietes „Vogelsberg“ sowie als Fauna-Flora-Habitat-Gebiet „Laubacher Wald“ geschützt. Zahlreiche europäisch geschützten Tier- und Pflanzenarten und Arten in besonderer Verantwortung Deutschlands wie Bechsteinfledermaus und Schwarzspecht sind hier beheimatet. 2024 nahm die NABU-Stiftung Nationales Naturerbe
die regionale NABU-Stiftung Naturerbe Mecklenburg-Vorpommern zu sich auf, um die Naturschutzarbeit in
47 NABU-Schutzgebieten dieses Bundeslandes zu erleichtern. Unter den übertragenenen Naturschutzflächen sind unter anderem das Karlburger und Oldenburger Holz mit majestätischen Naturwäldern.

## Abbildungen

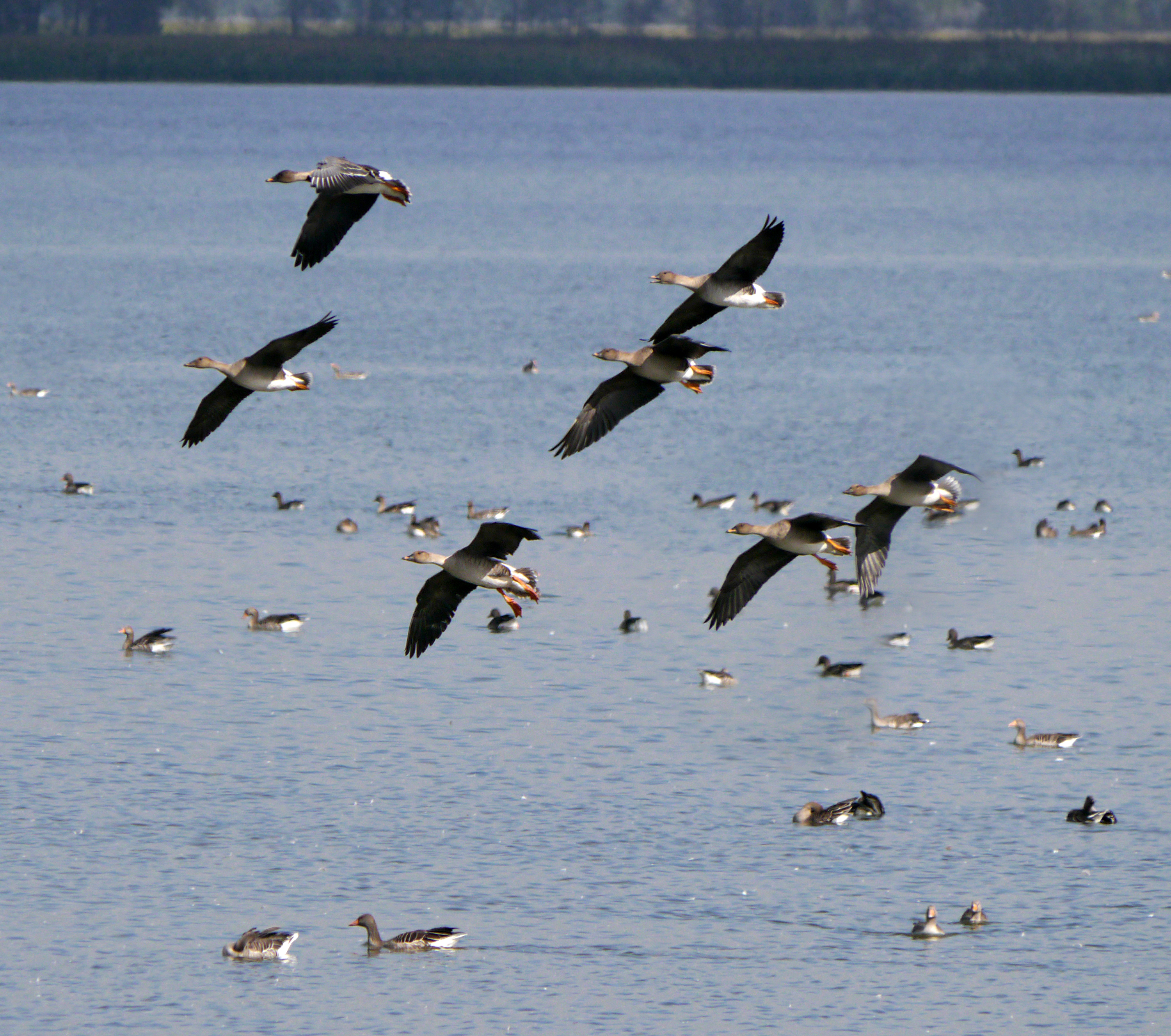
Der Gülper See – ein Stiftungs-Schutzgebiet von 600 Hektar und ein überregional bedeutsames Vogelrastgebiet
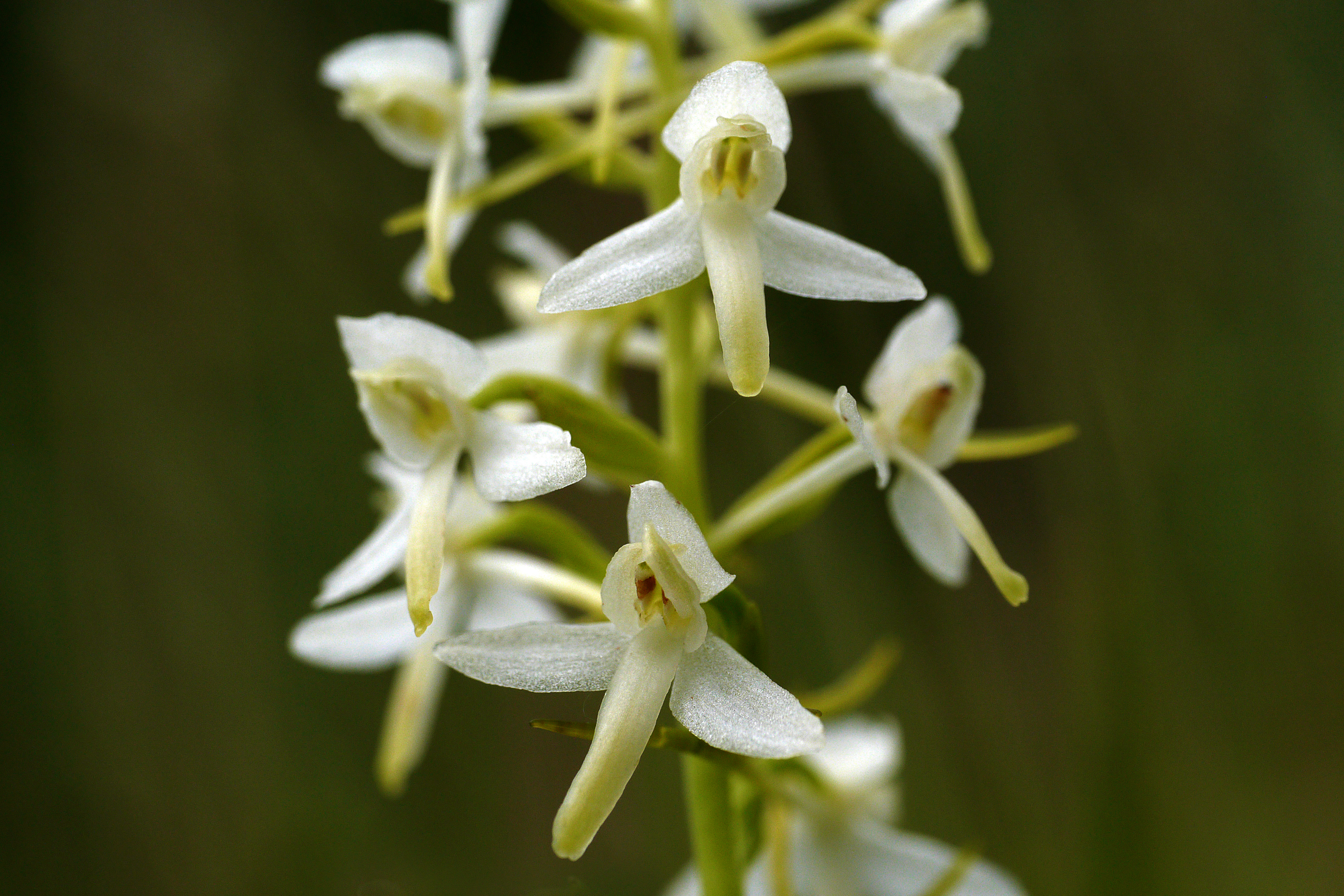
Die Grünliche Waldhyazinthe ist eine gefährdete Orchideenart in Deutschland. Im Stiftungsgebiet Lindholz bei Berlin gibt es sie noch.
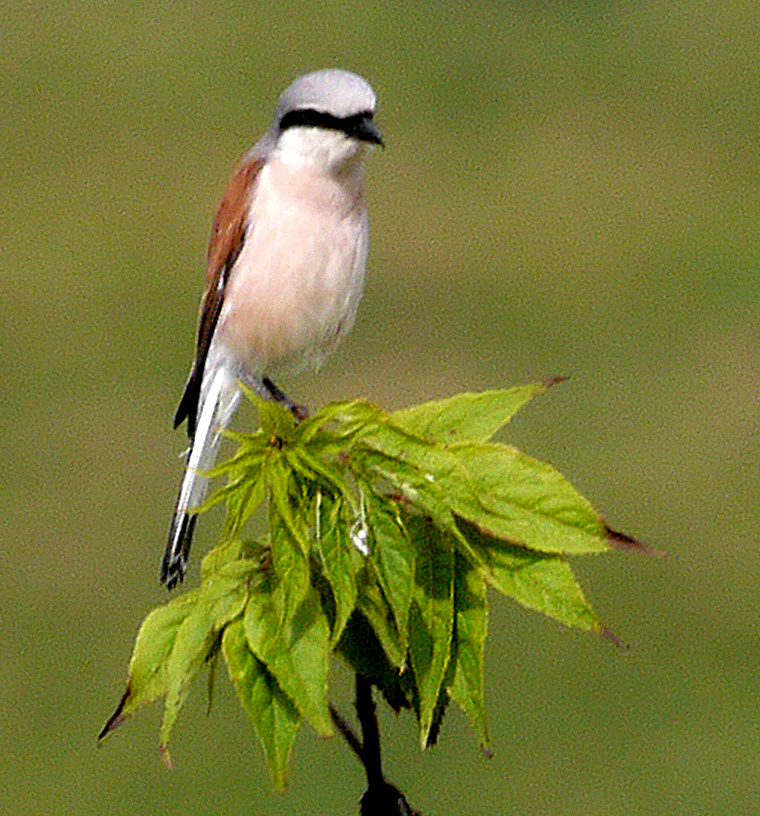
Neuntöter im Naturschutzgebiet Langenhard, einem ehemaligen Militärgelände im Schwarzwald, seit 2012 im Stiftungsbesitz
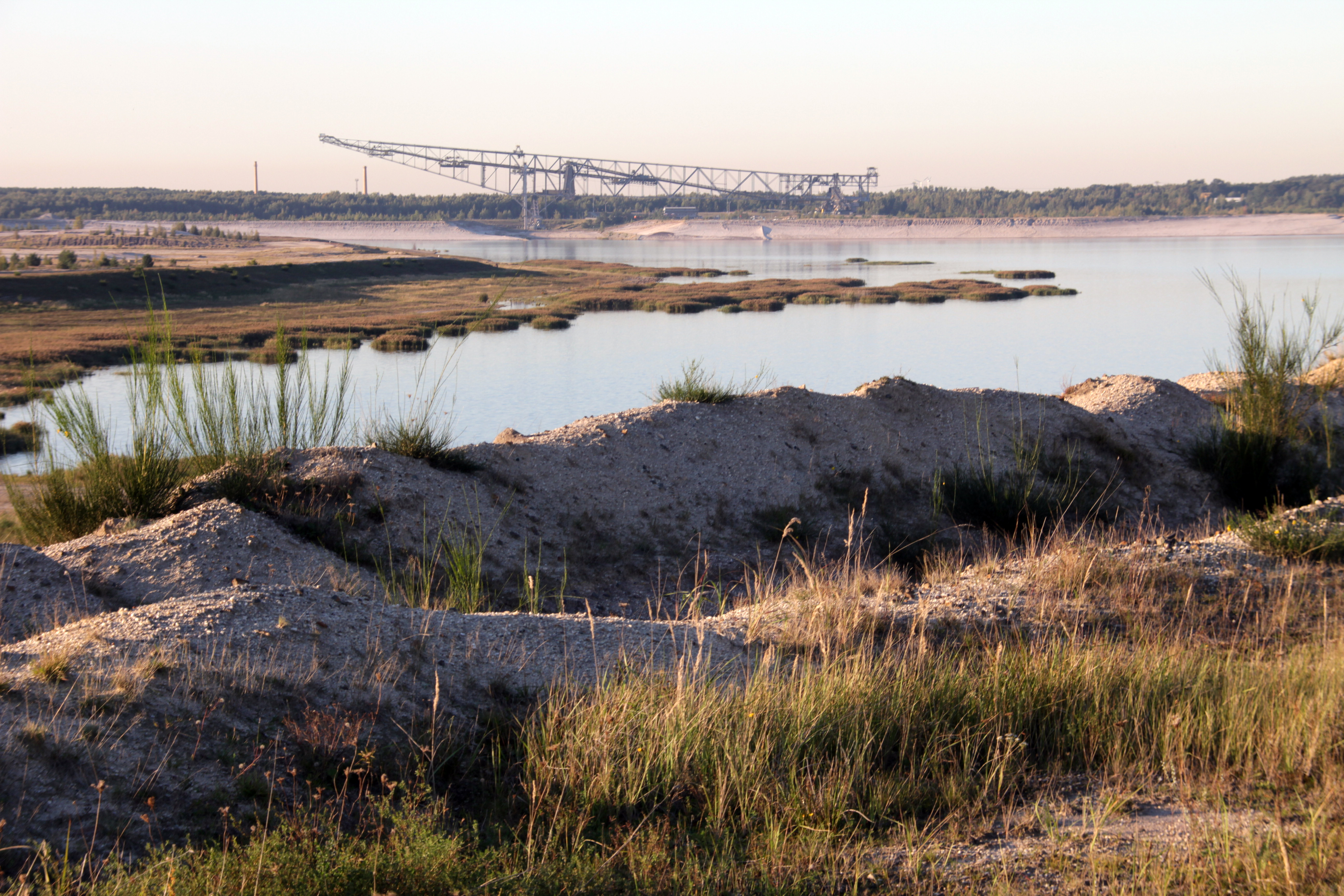
Mit etwa 2000 Hektar eines der größten Schutzgebiete der Stiftung, der ehemalige Braunkohletagebau Grünhaus in der Lausitz
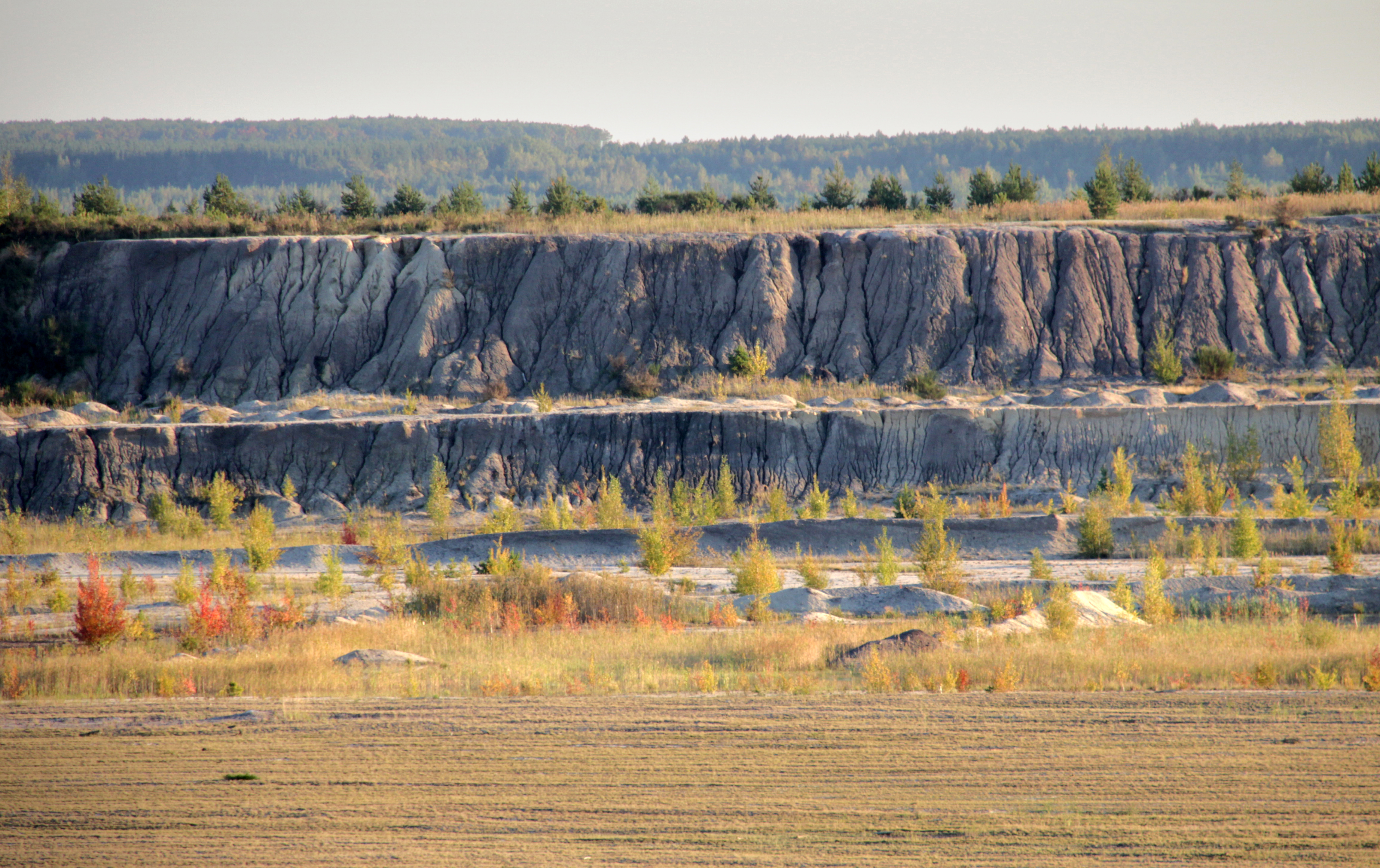
In ehemaligen Tagebau Grünhaus soll eine neue Wildnis entstehen, Wölfe sind hier schon dokumentiert worden
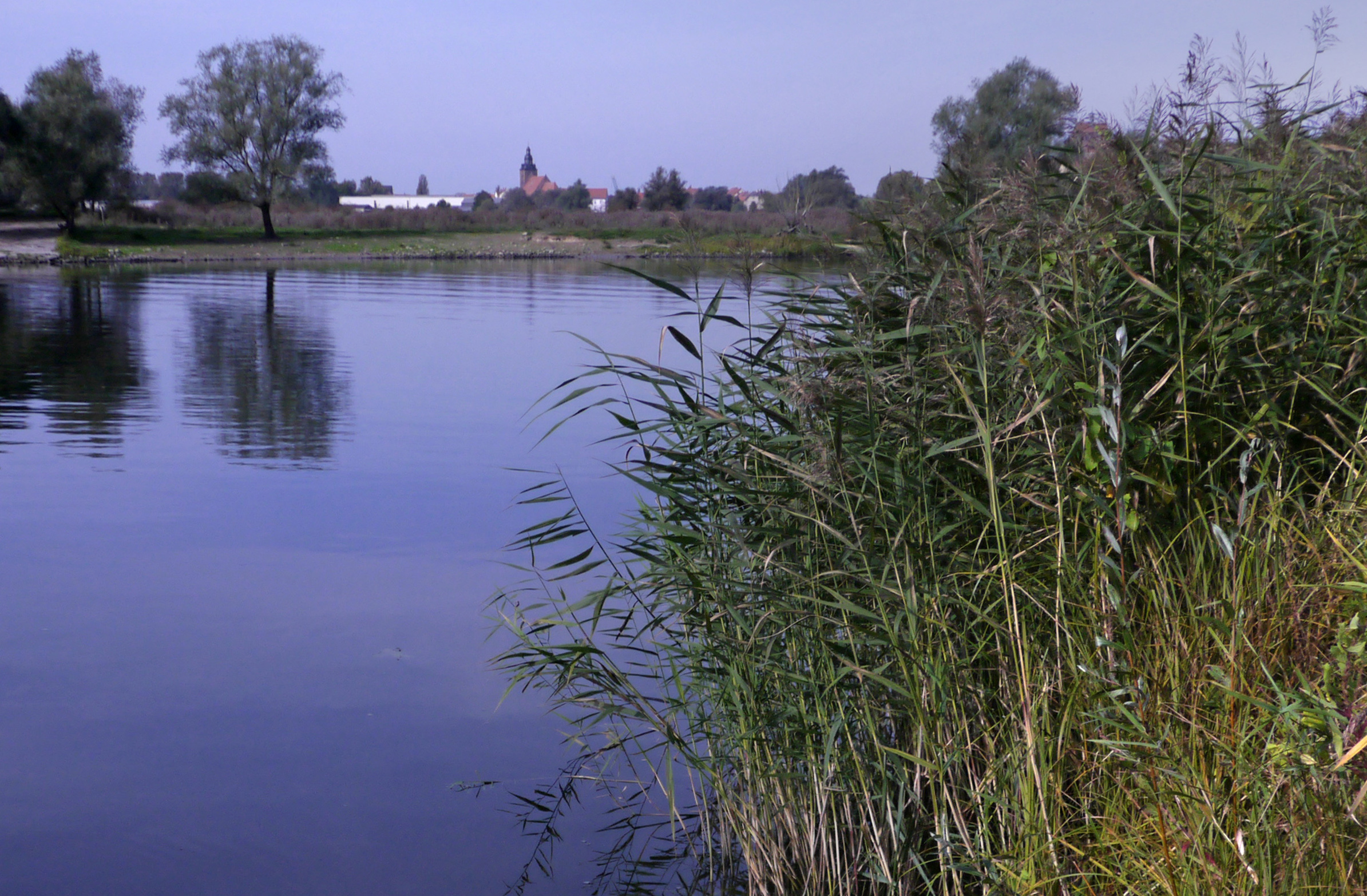
An der Havel beteiligt sich die Stiftung an einer der größten Flussrenaturierungen Europas, kilometerlange Steinbefestigungen an den Ufern wurden entfernt
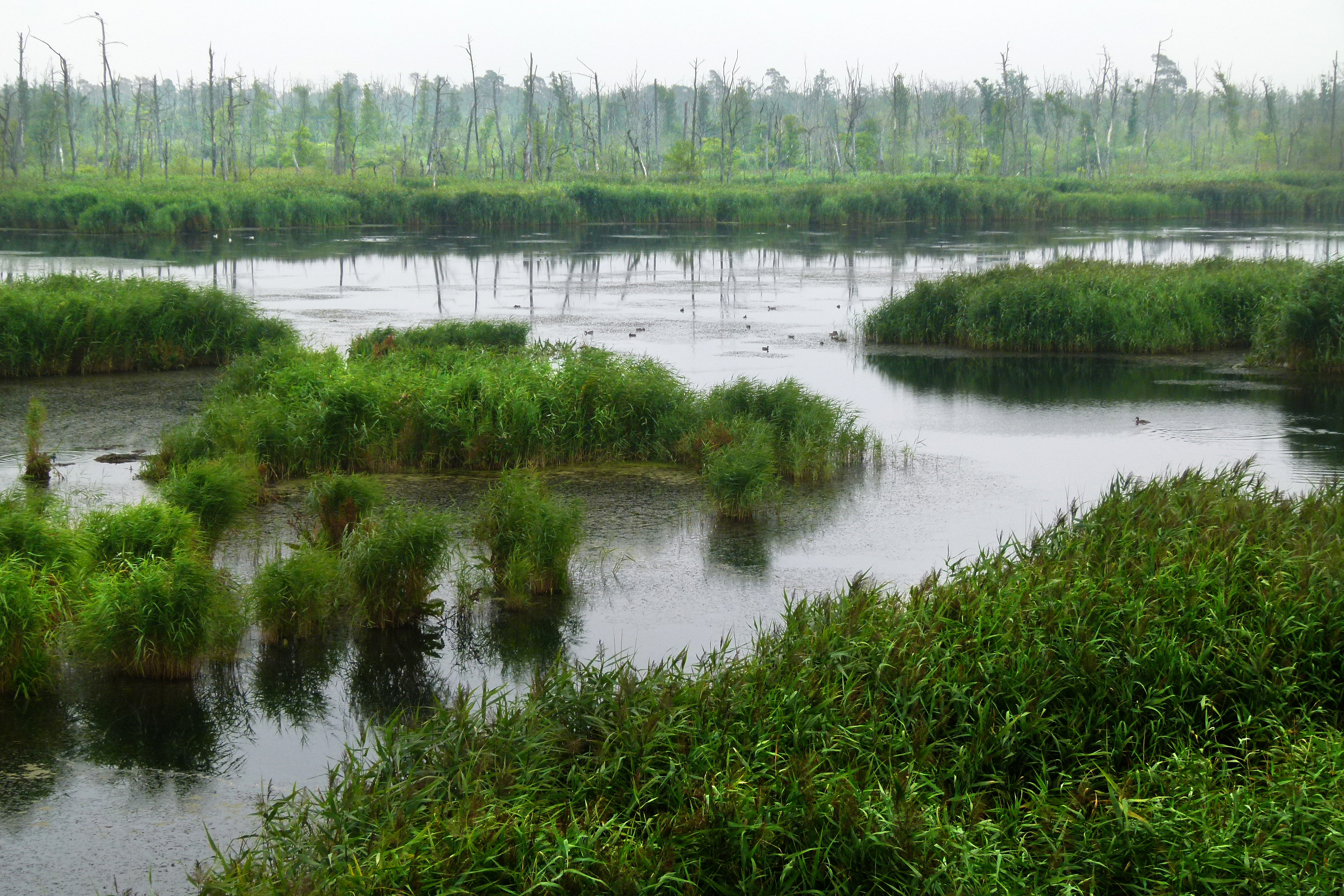
Die Peene – zwischen Kummerower See und Anklam – hat noch weitgehend natürliche Wasserläufe. Circa 1000 Hektar gehören der Stiftung in dem Gebiet
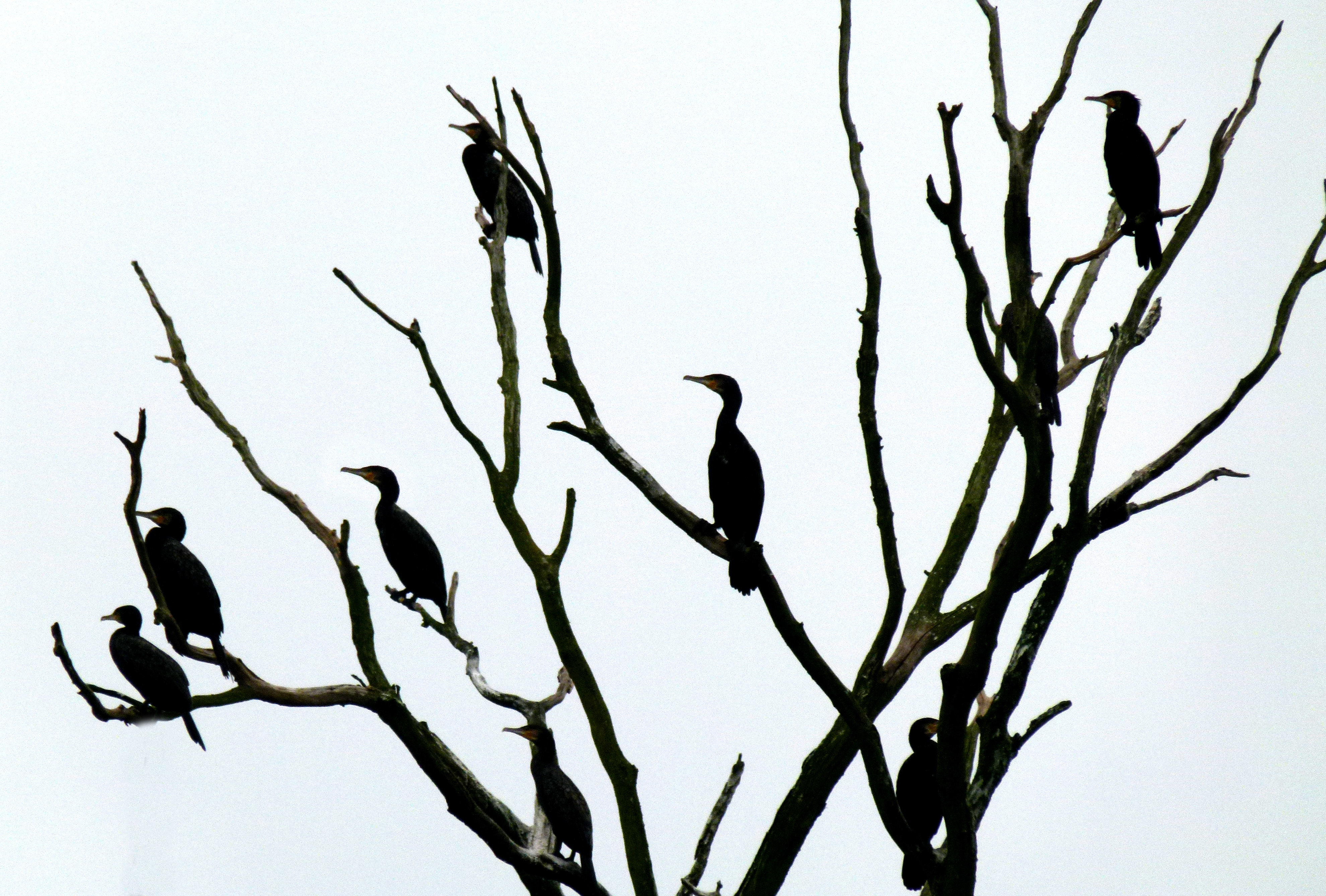
Und auch der früher stark gefährdete Kormoran hat im wilden Peenetal, in den Schutzgebieten, eine Chance
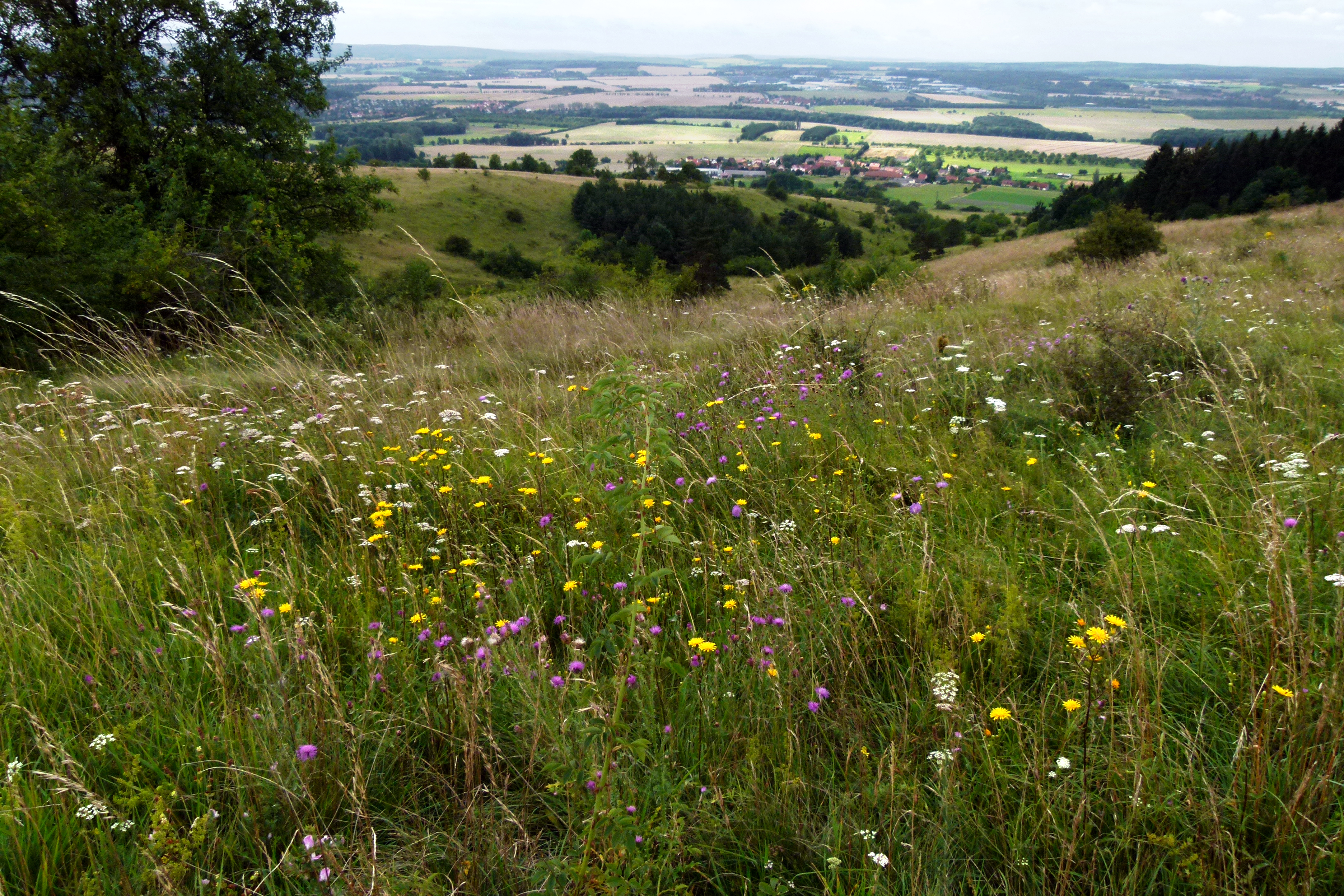
Ein artenreicher Trockenrasen, nordwestlich von Weimar, am Südhang des Ettersberges, seit 2017 im Stiftungsbesitz.
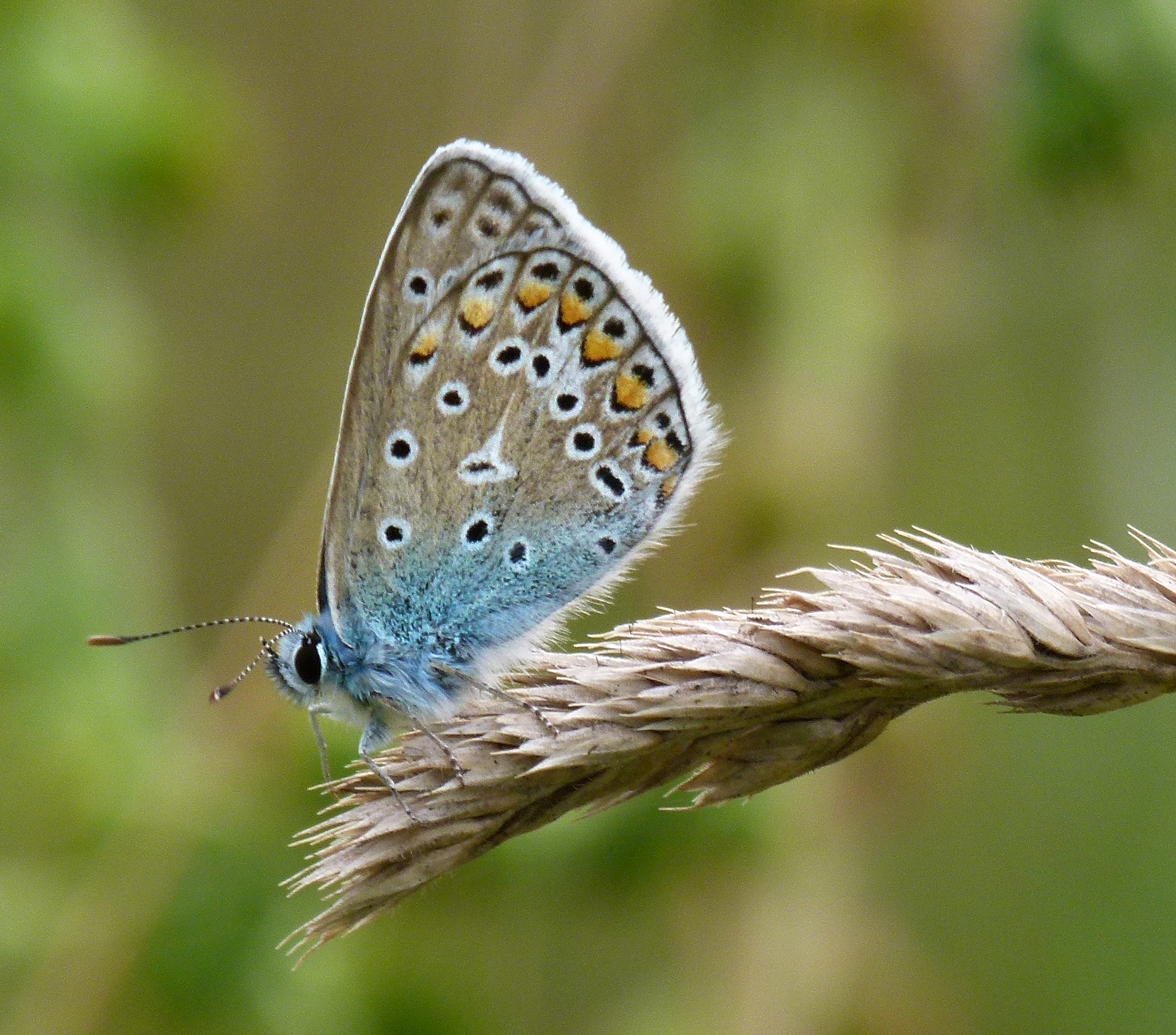
Vielfältige Insekten leben auf dem Trockenrasen des Südlichen Ettersberg, hier ein Bläuling, der zu den empfindlicheren Schmetterlingen zählt
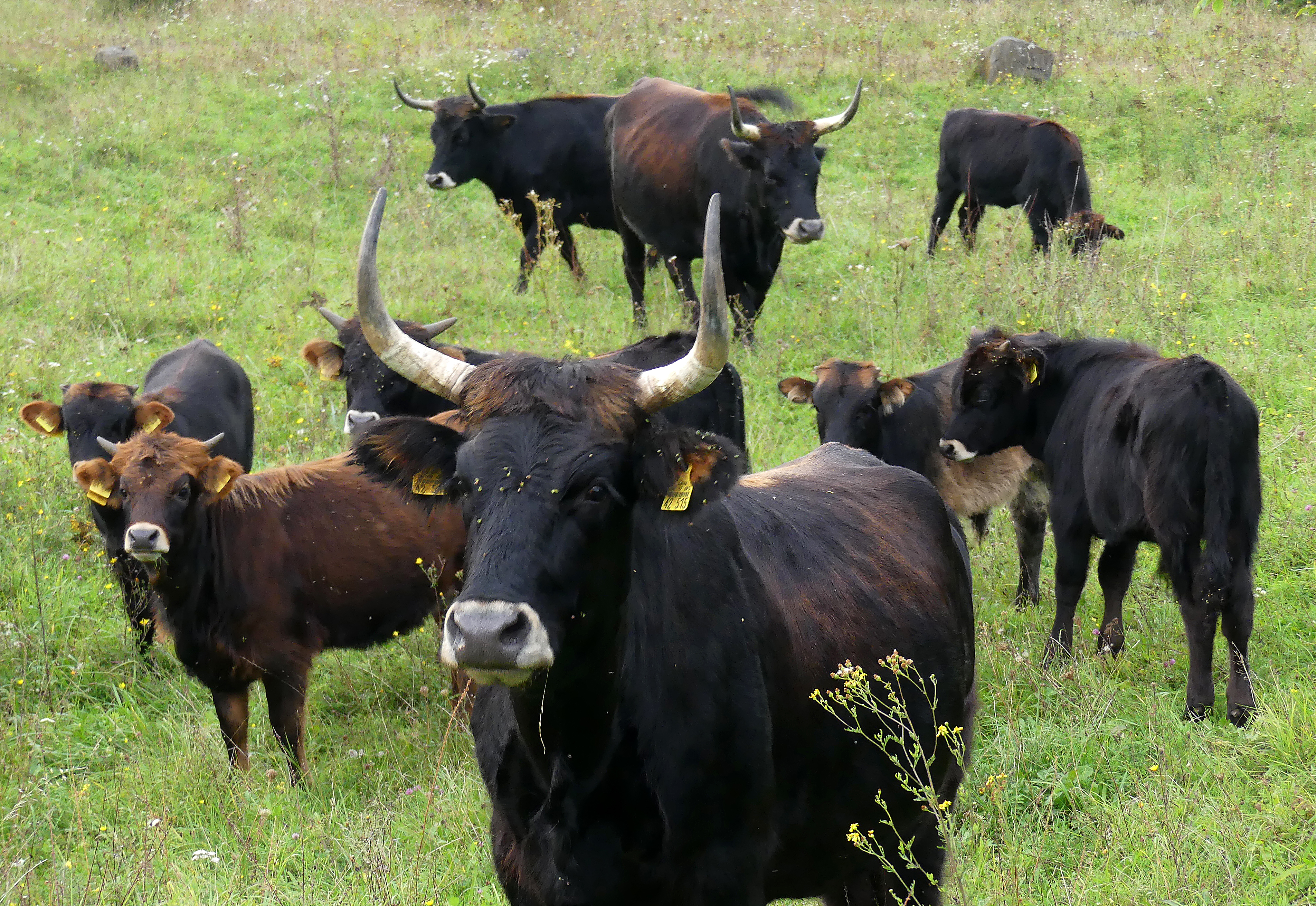
Um offene oder halboffene Wiesen vor Verbuschung zu bewahren, werden auf der Schmidtenhöhe bei Koblenz Taurusrinder zum Beweiden eingesetzt
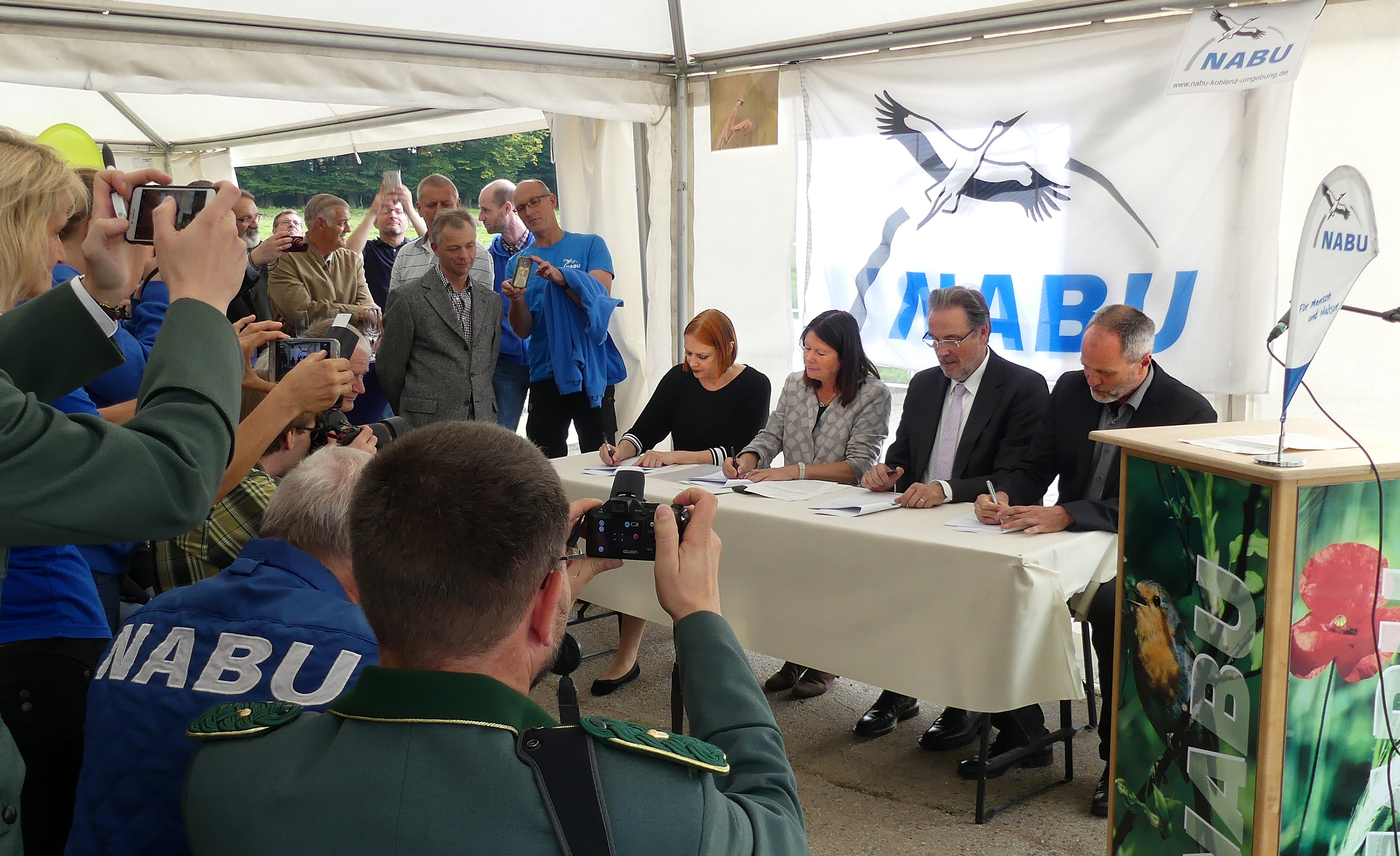
Vertreter von Bund, Ländern und der Vorsitzende der NABU-Stiftung C. Unselt (rechts) unterzeichnen einen Vertrag zur Übergabe ehemaliger Militärgebiete an die Stiftung (2017)

## Finanzierung
Die Stiftung finanziert ihre Arbeit unter anderem über Erträge des Stiftungskapitals, über Spenden, Erbschaften, sonstige Zuwendungen, Zuschüsse und durch wirtschaftliche Einnahmen (Pacht, Holzerlöse Ausgleich- und Ersatzmaßnahmen). 2022 umfasste das Stiftungskapital 19,71 Mio. Euro und die Einnahmen durch Spenden und Nachlässe betrugen 7,84 Mio. Euro. Die satzungsgemäße Mittelverwendung wird von unabhängiger Seite durch die staatliche Stiftungsaufsicht und die Prüfung des Jahresabschlusses von einem unabhängigen Wirtschaftsprüfer überwacht.

## Stiftungsorgane
Neben dem gesetzlich vorgeschriebenen Vorstand gibt es als weiteres Stiftungsorgan einen Stiftungsrat.
Der dreiköpfige Vorstand wird durch Mitglieder des Präsidiums des Naturschutzbund Deutschland e. V. (NABU) besetzt und durch den Stiftungsrat, ein Gremium aus allen NABU-Landesvorsitzenden, beraten und beaufsichtigt. Der derzeitige Vorstand der NABU-Stiftung besteht aus Christian Unselt als hauptamtlichem Vorsitzenden sowie Petra Wassmann und Carsten Böhm als stellvertretende ehrenamtliche Vorsitzende.

## Träger für unselbständige Stiftungen
Als rechtsfähige Stiftung übernimmt die NABU-Stiftung die Trägerschaft für unselbstständige Stiftungen mit Zielen im Naturschutzbereich. Derzeit fungiert die NABU-Stiftung als Trägerin für 24 Treuhandstiftungen, zum Beispiel für die „Rainer von Boeckh-Stiftung für das Naturparadies Grünhaus“. Alle unselbständigen Treuhandstiftungen unter dem Dach der NABU-Stiftung haben zusammen ein Stiftungsvermögen von 15,32 Mio. Euro.

## Kooperationen
Für viele ihrer Naturschutzprojekte konnte die NABU-Stiftung Kooperationspartner gewinnen. Die Stiftung ist beispielsweise Partner des Naturschutzfonds Brandenburg in den EU-Projekten LIFE Schreiadler, LIFE Kalkmoore in Brandenburg, LIFE Feuchtwälder. Die NABU-Stiftung arbeitet in vielen Stiftungsgebieten in enger Kooperation mit den NABU-Gruppen vor Ort.